# 1951年法國立法選舉
1951年法國立法選舉在1951年6月17日舉行，是專門針對共產主義者而修改選舉法后的首次選舉，也是選舉法蘭西第四共和國的第二屆國民議會成員。這次選舉得票率最高的政黨是法國共產黨，但該黨的議席數僅有103席，排在第三。法國人民聯盟在這次選舉獲得121個議席，是議席數最多的政黨。
1951年3月，亨利·克耶上台，在选前当局针对共产主义者和戴高乐主义者的高人气，通过了选举法修正案阻挠这两个党派获得应得的席位。修正案规定仍旧沿用比例代表制，但增加一项规定，在一个给定的选区中如果一个选举联盟获得超过50%的选票，那该选举联盟将获得该选区内所有席位，其他政党将无法分配到该选区的席位。修改选举法的当局深知，共产主义者和戴高乐主义者的选举策略有别于当局的第三力量。当局希望亲政府的选举联盟能达到赢家通吃的得票门槛，从而淘汰共产主义者和戴高乐主义者得国民议会议员候选人。